# Parafia Podwyższenia Krzyża Świętego w Radomiu
Parafia pw. Podwyższenia Krzyża Świętego w Radomiu – parafia rzymskokatolicka usytuowana w Radomiu. Należy do dekanatu Radom-Północ, który należy z kolei do diecezji radomskiej.

## Historia
Pierwszy drewniany kościół w Rajcu, przerobiony z baraku, został wybudowany w 1945 staraniem ks. Stanisława Sikorskiego na pastwiskach podarowanych przez mieszkańców Brzustówki i Gołębiowa. Parafia erygowana została 6 września 1947 przez bp. Jana Kantego Lorka. Obecny kościół według projektu architekta Władysława Pieńkowskiego i konstruktora Andrzeja Wlazło, zbudowany został w latach 1976–1981 staraniem ks. kan. Jana Stępnia. Kamień węgielny pod budowę kościoła poświęcił 30 kwietnia 1978 bp Walenty Wójcik. Świątynia została zbudowana z czerwonej cegły i piaskowca, jest budynkiem dwupoziomowym. Konsekracji kościoła dokonał bp Edward Materski 28 sierpnia 1983 roku. 

## Terytorium
Do parafii należą wierni z Radomia mieszkający przy ulicach: Bakalarza, Beina, Bełżeckiego, Beneta, Botaniczna, Chmielińskiego, Cygańska, Egejmana, Energetyków, Esperanto, Gackiego, Gajl, Gierymskich, Glogiera, Gołębiowska (od nr. 75 do końca, od nr. 92 do końca), Gryczana, Hempla, Hermanowicza, Kędzierskiego, Koralowa, Kozienicka, Królikowskiego, Krzywickiego, Makowa, Małopolska, Pacyńska, Podkańskiego, Podleśna, Północna, Skowrońskiego, Twarda, Wiśniewskiego, Zamenhoffa, Zwolińskiego, Żółkiewskiego; w osiedlach Radomia: Nowa Wola Gołębiowska, Stara Wola Gołębiowska  oraz we wsiach: Rajec Poduchowny, Rajec Szlachecki.

## Proboszczowie
- 1947–1950 – ks. Stanisław Sikorski
- 1950–1960 – ks. Franciszek Olesiński
- 1960–1964 – ks. Julian Kwaśnik
- 1964–1996 – ks. prał. Jan Stępień
- 1996–2003 – ks. kan. Henryk Wiśnios
- 2003–2015 – ks. kan. Czesław Bieniek
- od 2015 – ks. mgr Artur Gumiński